# Giải Sách Thụy Sĩ
Giải Sách Thụy Sĩ (tiếng Đức: Schweizer Buchpreis) là một giải thưởng văn học của "Hiệp hội các nhà kinh doanh sách Thụy Sĩ", được thành lập năm 2008 và được trao hàng năm cho các tác giả và tác phẩm viết bằng tiếng Đức.
Khoản tiền thưởng của giải là 60.000 Franc Thụy Sĩ , trong đó 50.000 franc Thụy Sĩ dành cho người đoạt giải, còn 4 người vào chung kết mỗi người lãnh 2.500 franc Thụy Sĩ.

## Các người đoạt giải và vào chung kết
2014
- Lukas Bärfuss, Koala
  - Dorothee Elmiger, Schlafgänger
  - Heinz Helle, Der beruhigende Klang von explodierendem Kerosin
  - Guy Krneta, Unger üs
  - Gertrud Leutenegger, Panischer Frühling

2013:
- Ralph Dutli, Soutines letzte Fahrt. ISBN 978-3-8353-1208-1.
  - Roman Graf, Niedergang. ISBN 978-3-8135-0566-5.
  - Jonas Lüscher, Frühling der Barbaren. ISBN 978-3-406-64694-2.
  - Jens Steiner, Carambole. ISBN 978-3-908777-92-2.
  - Henriette Vásárhelyi, immeer ISBN 978-3-908777-93-9.

2012
- Sibylle Berg, Vielen Dank für das Leben
  - Ursula Fricker, Ausser sich
  - Peter von Matt, Das Kalb vor der Gotthardpost
  - Thomas Meyer, Wolkenbruchs wunderliche Reise in die Arme einer Schickse
  - Alain Claude Sulzer, Aus den Fugen

2011
- Catalin Dorian Florescu, Jacob beschliesst zu lieben
  - Monica Cantieni, Grünschnabel
  - Felix Philipp Ingold, Alias oder Das wahre Leben
  - Charles Lewinsky, Gerron
  - Peter Stamm, Seerücken

2010
- Melinda Nadj Abonji, Tauben fliegen auf
  - Dorothee Elmiger, Einladung an die Waghalsigen
  - Urs Faes, Paarbildung
  - Pedro Lenz, Der Goalie bin ig
  - Kurt Marti, Notizen und Details 1964 - 2007

2009
- Ilma Rakusa, Mehr Meer
  - Eleonore Frey Muster aus Hans
  - Jürg Laederach Briefe aus Mailland
  - Angelika Overath Flughafenfische
  - Urs Widmer Herr 'Adamson

2008
- Rolf Lappert, Nach Hause schwimmen
  - Lukas Bärfuss, Hundert Tage
  - Anja Jardine, Als der Mond vom Himmel fiel
  - Adolf Muschg, Kinderhochzeit (rút lui)[4]
  - Peter Stamm, Wir fliegen